# نوزومي ياماغو
نوزومي ياماغو (山郷 のぞみ) (16 يناير 1975 في اليابان – )؛ هي لاعبة كرة قدم كانت تلعب كحارس مرمى. ولعبت مع منتخب اليابان لكرة القدم للسيدات.

## وصلات خارجية
- نوزومي ياماغو على موقع الاتحاد الدولي (مؤرشف)  (الإنجليزية)
- نوزومي ياماغو على موقع الاتحاد الأوربي (الإنجليزية)
- نوزومي ياماغو على موقع قاعدة بيانات كرة القدم.إي يو (الإنجليزية)
- نوزومي ياماغو على موقع Soccerway.com (الإنجليزية)
- نوزومي ياماغو على موقع عالم كرة القدم.نت (الإنجليزية)
- نوزومي ياماغو على موقع أوليمبيديا (الإنجليزية)